# William Y. Anderson
William Yngve Anderson (ur. 28 czerwca 1921 w Kramfors, zm. 9 maja 2011 w Chicago) – amerykański lotnik szwedzkiego pochodzenia, as myśliwski okresu II wojny światowej.

## Życiorys
Urodził się w 1921 w Kramfors w Szwecji. Rok później wyemigrował z rodziną do Chicago w Stanach Zjednoczonych. Po ukończeniu szkoły pracował jako mechanik samochodowy. 11 września 1941 wstąpił do United States Army Air Forces jako mechanik rok później przekwalifikował się na pilota. Zaczął latać na myśliwcach Bell P-39 Airacobra. W 1943 silnik jego samolotu eksplodował, na szczęście Anderson zdołał wylądować awaryjnie. W październiku 1943 wraz z 354 grupą myśliwska, wyposażoną w mustangi został przeniesiony do Boxted w Anglii. Kadłub jego samolotu był ozdobiony napisem Swede’s steed (rumak Szweda). Pierwsze zwycięstwo osiągnął 13 kwietnia 1944, zestrzeliwując Fw 190. 6 czerwca 1944 brał udział w lądowaniu w Normandii, jego zadaniem była osłona samolotów przewożących spadochroniarzy, którzy tego dnia dokonali desantu za liniami wroga. 17 czerwca 1944 zestrzelił bombę latającą V1, prawdopodobnie zestrzelił ich więcej, lecz brak na to dowodów. 1 sierpnia 1944 strącił messerschmitta Bf 109.

## Zestrzelenia

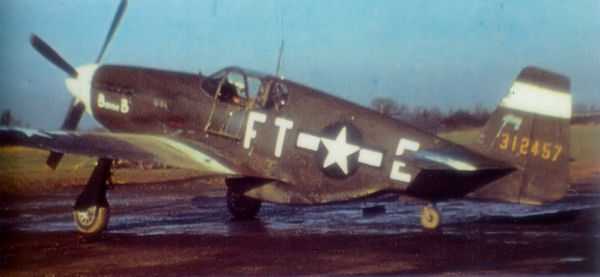
Mustang z 354 grupy myśliwskiej w 1944.

| Data             | Zestrzeleń | Typ                  |
| ---------------- | ---------- | -------------------- |
| 13 kwietnia 1944 | 1          | Focke-Wulf Fw 190    |
| 28 maja 1944     | 1          | Messerschmitt Bf 109 |
| 17 czerwca 1944  | 1          | V1                   |
| 21 czerwca 1944  | 1          | Messerschmitt Me 410 |
| 1 sierpnia 1944  | 1          | Messerschmitt Bf 109 |
| 7 sierpnia 1944  | 1          | Messerschmitt Bf 109 |
| Suma             | 6          |                      |